# Extracurricular Activities
Pour plus de détails, voir Fiche technique et Distribution.
Extracurricular Activities (en français : Activités parascolaires) est un film américain réalisé par Leigh Scott, sorti en 2015. Il met en vedettes Sasha Jackson, Justine Wachsberger et Kabby Borders.

## Synopsis
Un groupe de filles d'une sororité étudiante est menacé d’expulsion de leur maison. Pour gagner rapidement assez d'argent, elles conçoivent un plan particulièrement osé : transformer l'endroit en club de striptease. De nombreux obstacles se dresseront sur leur chemin, dont l'administration de l’université, les sororités rivales et leurs propres petits amis.

## Distribution
- Kabby Borders : Wendy
- Sasha Jackson : Lee
- Justine Wachsberger : Denise
- Jessica Sonneborn : Maggie[2]
- Bernadette Pérez : Stacy
- Georgia Warner : Melinda
- Ramona Mallory : Ainsley Van Keller[3]
- Barry Ratcliffe : Dean Nolan
- Jeff Caperton : Commissioner Jones
- Rob Tunstall : Chauncy
- Josh Salt : Zach
- Noriko Sato : Kiko
- Sarah McAvoy : Leslie
- John J Thomassen : Niko
- Danielle LaBelle : Leslie
- Davey Love : Professeur Mc Alister
- Sura Si : Maria
- Eljay Feuerman : Fighter 1[4]

## Production
Le budget du film est estimé à 500 000 $ US,. Il est aussi connu sous le nom de Sorority Strippers.